# Voineagovo, Plovdiv
Voineagovo (în bulgară Войнягово) este un sat în comuna Karlovo, regiunea Plovdiv,  Bulgaria. 

## Demografie
Componența etnică a satului Voineagovo
     Bulgari (88,14%)
     Romi (6,72%)
     Nicio identificare (4,45%)
     Altele (0,67%)
La recensământul din 2011, populația satului Voineagovo era de 1.189 locuitori. Din punct de vedere etnic, majoritatea locuitorilor (88,14%) erau bulgari, cu o minoritate de romi (6,72%). Pentru 4,45% din locuitori nu este cunoscută apartenența etnică.